# Торњон
Торњон (итал. Torgnon) је насеље у Италији у округу Долина Аосте, региону Долина Аосте.
Према процени из 2011. у насељу је живело 497 становника. Насеље се налази на надморској висини од 1513 м.

## Становништво
Према резултатима пописа становништва 2011. у општини је живело 517 становника.
| 1931. | 1936. | 1951. | 1961. | 1971. | 1981. | 1991. | 2001. | 2011. |
| ----- | ----- | ----- | ----- | ----- | ----- | ----- | ----- | ----- |
| 922   | 802   | 733   | 621   | 487   | 483   | 458   | 497   | 517   |

## Партнерски градови
- Thuin